# الكربة (العدين)

تعديل مصدري - تعديل

الكربة محلة تابعة لقرية عنة، التابعة لعزلة قصع حليان بمديرية العدين إحدى مديريات محافظة إب في الجمهورية اليمنية.، بلغ تعداد سكانها 88 حسب تعداد اليمن لعام 2004.